# Flachschotige Gänsekresse
Die Flachschotige Gänsekresse (Arabis nemorensis), auch Flachschotige Rauhaar-Gänsekresse oder Gerard-Gänsekresse genannt, ist eine Pflanzenart aus der Gattung der Gänsekressen (Arabis) innerhalb der Familie der Kreuzblütler (Brassicaceae).

## Beschreibung

### Vegetative Merkmale
Die Flachschotige Gänsekresse ist eine ein- bis zweijährige krautige Pflanze und erreicht Wuchshöhen von 50 bis 80 Zentimetern. Die Stängel sind unten mit sitzenden, anliegenden Haaren bedeckt, nach oben zu kahl. Sie haben bis weit über 50 Stängelblätter, die sich überlappen. Der Blattgrund ist herz- oder pfeilförmig, die Öhrchen sind angedrückt und stängelumfassend.

### Generative Merkmale
Die Blütezeit reicht von Mai bis Juli. Die zwittrige Blüte ist vierzählig mit doppelter Blütenhülle. Die vier Kronblätter sind 4 bis 5 Millimeter lang. 
Die Schote ist aufrecht, dem Stängel angedrückt, zusammengedrückt und 3 bis 5 Zentimeter lang, und 0,6 bis 0,9 Millimeter breit. Die Fruchtklappen sind flach, über den Samen höckrig, die Mittelader ist fast fehlend. Der Griffel ist etwa 1 Millimeter lang. Die Samen sitzen in einer Reihe, springen also bis zur Mitte der Scheidewand vor und bilden eine Längszeile. Die Samen sind an der Spitze geflügelt.
Die Chromosomenzahl beträgt 2n = 16.

## Ökologie
Die Bestäubung erfolgt durch Insekten oder Selbstbestäubung.

## Vorkommen
Die Flachschotige Gänsekresse gilt in Mitteleuropa als Pflanzenart der Urstromtäler. In Mitteleuropa ist sie selten. In Thüringen, Sachsen, Kärnten und möglicherweise Salzburg ist sie ausgestorben. 
Sie wächst in feuchten Wiesen und lichten Auwäldern auf feuchten, nährstoffreichen Böden. Sie ist auf die colline Höhenstufe beschränkt. 